# بيتي لوكاس
بيتي لوكاس (بالإنجليزية: Betty Lucas)‏ هي ممثلة أسترالية، ولدت في 31 مايو 1926، وتوفيت في 7 أبريل 2015 بسيدني في أستراليا بسبب مرض.

## وصلات خارجية
- بيتي لوكاس على موقع IMDb (الإنجليزية)
- بيتي لوكاس على موقع قاعدة بيانات الفيلم (الإنجليزية)